# Liêu Hữu Phương
Liêu Hữu Phương (Chữ Hán: 廖有方; ?-?), sau đổi tên là Liêu Du Khanh, là một nhà thơ và quan lại nhà Đường. Liêu Hữu Phương là tác giả bài thơ Đề lữ sấn được chép trong Toàn Đường thi.

## Tiểu sử
Các sử liệu đều không chép rõ quê quán cũng như năm sinh mất của Liêu Hữu Phương, nhưng ông được cho là sống trong khoảng thời gian từ thế kỷ 8 đến thế kỷ 9. Liêu Hữu Phương là người Giao Châu thuộc An Nam Đô hộ phủ. Giao Châu thời đó gồm 8 huyện, được xác định nằm trong khu vực các tỉnh thành Hà Nội, Bắc Ninh, Hưng Yên ngày nay. Toàn Đường thi đại từ điển ghi rằng: Liêu Hữu Phương: Người Giao Châu (nay là Hà Nội, Việt Nam)... Tuy nhiên không xác định được ông có phải là người Hà Nội hay không.
Liêu Hữu Phương từng đỗ Tú tài. Năm 815, Liêu Hữu Phương đến Trường An dự thi Tiến sĩ, nhưng không đỗ. Tuy vậy, ông vẫn kết giao được nhiều danh sĩ thời Đường khi đó, trong đó có Liễu Tông Nguyên. Thất vọng vì khoa cử, ông ngao du đất Thục, nhờ nghĩa cử cao đẹp mà có được danh khí lớn, được khen là Hoàng Đường chi nghĩa sĩ. Năm 816, ông trở lại thi, đỗ Tiến sĩ, đổi tên là Du Khanh, được bổ nhiệm giữ chức Hiệu thư lang, sau được thăng chức lớn.
Không rõ ông mất năm nào.

## Câu chuyện
| Liêu Hữu Phương vào năm Ất Mùi, niên hiệu Nguyên Hòa (815) đi thi không đỗ bèn đi vào đất Thục du chơi, tới mạn tây huyện Bảo Kê, ở trong một nhà trọ. Ông bỗng nghe thấy tiếng người rên rỉ, lắng nghe thì thấy tiếng rất nhỏ và yếu ớt. Ông tìm thấy một người thiếu niên nghèo khổ lâm bệnh nặng trong một căn phòng. Liêu Hữu Phương hỏi người thiếu niên mắc phải bệnh gì, quê ở đâu. Người thanh niên gắng sức đáp: Tôi vất vả thi nhiều lần, vẫn chưa gặp được người tri âm. Sau đó anh ta nhìn hướng về Liêu Hữu Phương khấu đầu lạy, hồi lâu mới nói: [Sau khi tôi chết] chỉ xin đem nắm xương tàn này cậy nhờ anh thôi. Liêu Hữu Phương không đáp, muốn chạy chữa cho anh ta, nhưng không lâu sau người thiếu niên chết. Liêu Hữu Phương đem bộ yên cương và con ngựa mà mình vẫn cưỡi bán rẻ cho một nhà phú hào giàu có trong thôn, đem số tiền đó mua quan tài an táng cho người thiếu niên. Liêu Hữu Phương ân hận vì không biết họ tên người thiếu niên, cùng là người đi thi mà lại gặp phải chuyện bi thương. Liêu Hữu Phương bèn làm bài thơ: Đề lữ sán (Viết trên áo quan người lữ khách). Liêu Hữu Phương từ Tây Thục trở về, qua lối Đông Xuyên, tới trạm dịch Linh Khám. Người đứng đầu trạm dịch mời ông vào nhà. Liêu Hữu Phương nhìn thấy vợ người đứng đầu trạm dịch mặc tang phục màu trắng chào ông mà khóc, biểu lộ hết sức bi thương, lưỡng lự muốn nói gì đó, tiếp đãi ông như đối đãi với người thân. Họ giữ ông ở lại nửa tháng, ngay đến người hầu và ngựa đều được chăm sóc rất tốt, đồ ăn toàn là món ngon, thể hiện hết mức cái tình chủ khách. Liêu Hữu Phương không biết nguyên nhân vì sao, trong lòng vô cùng không yên. Đợi đến lúc chia tay, vợ người đứng đầu trạm dịch lại khóc lóc thảm thiết, còn tặng Liêu Hữu Phương một bọc gấm rất giá trị. Người đứng đầu trạm dịch nói với Liêu Hữu Phương: Người mà ông an táng mùa xuân năm nay là Tú tài Hồ Quán, chính là người em út của vợ tôi. Đến lúc này, Liêu Hữu Phương mới biết tên họ của người thiếu niên đã chết ấy. Ông cũng kể lại chuyện an táng người thiếu niên khi ấy, nhưng không dám nhận món quà tặng chia tay. Người đứng đầu trạm dịch cùng vợ ông ta kiên quyết xin ông nhận lấy. Liêu Hữu Phương bèn nói: Tôi làm một trang nam tử, hiểu chút đạo lý làm người xưa nay, ngẫu nhiên an táng cho một người cùng đi đường, không dám nhận hậu ân ấy. Nói xong, ông bèn thúc ngựa đi. Người đứng đầu dịch trạm cũng cưỡi ngựa theo tiễn ông, hai người đi qua thêm một trạm dịch nữa mà vẫn chưa chia tay. Liêu Hữu Phương không nhận món quà tặng, người đứng đầu dịch trạm nắm tay áo ông cáo biệt, lưu luyến mỗi người mỗi ngả, món quà tặng cuối cùng bỏ lại ngoài bãi rừng. Hương lão đem chuyện nghĩa khí này báo lên châu, châu tâu lên triều đình. Văn võ bá quan biết được đều muốn làm quen với Liêu Hữu Phương, giới thiệu cho nhau để gặp ông. Năm sau, Lý Phùng Cát chủ trì kì thi, Liêu Hữu Phương thi đỗ. Ông đổi tên là Du Khanh, tiếng tăm truyền khắp cõi, được xưng truyền là "Hoàng Đường chi nghĩa sĩ". Người đứng đầu dịch trạm nọ là Đái Khắc Cần, cũng được Tể tướng ra công văn tiến cử cho Tiết độ sứ đất ấy, xét cho thăng chức quan lên đến chức cao nhất có thể. Từ đó, tiếng tăm Đái Khắc Cần và Liêu Hữu Phương cùng được truyền đi khắp nơi. |

Câu chuyện trên được chép trong quyển 167, sách Thái Bình quảng ký, mục Khí nghĩa 2, dẫn lại sách Vân khê hữu nghị của Phạm Thu. Câu chuyện đã gây một tiếng vang rất lớn đương thời.

## Tác phẩm
Liêu Hữu Phương có lẽ viết nhiều thơ văn, tuy nhiên hầu hết đã thất lạc, chỉ còn duy nhất bài thơ Đề lữ sấn, được in trong Toàn Đường thi.
| Phiên âm Hán-Việt: Đề lữ sấn (Nhất tác táng Bảo Kê nghịch lữ sĩ nhân minh thi) Ta quân một thế ủy không nang, Kỷ độ lao tâm hàn mặc trường. Bán diện vị quân thân nhất đỗng, Bất tri hà xứ thị gia hương. | Dịch nghĩa: Viết trên áo quan người lữ khách (Một bài thơ chôn cất người học trò đi đường ở Bảo Kê) Cảm thương anh khi chết để lại cái túi rỗng không, Bao năm vất vả chuyện học hành thi cử. Chỉ mới gặp anh đã phải nói lời chua xót, Vẫn còn chưa biết quê nhà anh ở nơi nào. |

Ngoài ra nhà nghiên cứu Nguyễn Phạm Hùng còn cho rằng Liêu Hữu Phương còn một bài ký chép trong Toàn Đường văn.